# Windows of Heaven
Windows of Heaven è un album in studio del gruppo rock statunitense Jefferson Starship, pubblicato nel 1998.
Il singolo di lancio dell'album,  "Let Me Fly" è stato rilasciato insieme all'uscita americana, ma non è entrato nella classifica Billboard 200.
Grace Slick si è unita alla band in studio per registrare la voce in "I'm on Fire", che appare solo nelle versioni americana e giapponese. Il brano "Maybe for You" è poi riapparso nell'album del 2008, Jefferson's Tree of Liberty.

## Tracce
1. The Light
2. No Way Out
3. Borderlands
4. Maybe for You
5. Later On
6. Let Me Fly
7. The Windows of Heaven
8. Shadowland
9. I'm On Fire
10. Goddess
11. Let It Live

## Formazione
- Grace Slick – voce
- Mickey Thomas – voce
- Paul Kantner – chitarra, voce, banjo
- Donny Baldwin – batteria, percussioni, voce
- Craig Chaquico – chitarra
- David Freiberg – voce, tastiera
- Pete Sears – basso, tastiera